# 天乙 (恆星)
天龍座10，又名天龍座CU，BD+65 963，HD 121130、SAO 16199、HR 5226，是天龍座的一颗恒星，视星等为4.65，位于銀經112.77，銀緯51.21，其B1900.0坐标为赤經13h 48m 30.6s，赤緯+65° 51.21′ 2″。天乙的年齡約為102.4億年。